# Кірхберг-ан-дер-Ягст
Кірхберг-ан-дер-Ягст (нім. Kirchberg an der Jagst) — місто в Німеччині, знаходиться в землі Баден-Вюртемберг. Підпорядковується адміністративному округу Штутгарт. Входить до складу району Швебіш-Галль.
Площа — 40,93 км2. Населення становить 4389 ос. (станом на 31 грудня 2020).